# Sangeacul Bosnia
Sangeacul Bosnia sau Sangeacul Bosniei (în turcă Bosna Sancağı, în bosniacă Bosanski sandžak/ Босански санџак) a fost unul dintre sangeacurile Imperiului Otoman. Sangeacul Bosnia a fost înființat în 1463, când pământurile cucerite de către otomani din Regatul Bosniei au fost transformate în sangeac, iar Isa-Beg Isaković a fost numit primul sangeac-bei. În perioada cuprinsă între 1463 și 1580, a făcut parte din Eyaletul Rumelia. După înființarea Eyaletului Bosnia în 1580, Sangeacul Bosnia a devenit provincia sa centrală. Între 1864 și ocupația austro-ungară a Bosniei, în 1878, Sangeacul Bosnia a făcut parte din Vilaietul Bosniei care a succedat Eyaletului Bosnia în urma reformelor administrative din 1864 cunoscute sub numele de „Legea Vilayetului”. Cu toate că Vilaietul Bosniei a fost oficial încă parte a Imperiului Otoman până în 1908, Sangeacul Bosnia a încetat să mai existe în 1878.
Banja Luka a devenit capitala Sangeacului Bosnia puțin timp înainte de 1554, până în 1580 când a fost înființat Eialetul Bosnia. Beilerbeii bosniaci au fost așezați în Banja Luka până în 1639.

## Date demografice
Prelatul albanez Petrus Massarechius (Pjetër Mazreku, 1584–16??) a afirmat în raportul său din 1624 că populația din Bosnia (cu excepția Herțegovinei) a fost formată din de 450.000 de musulmani, 150.000 de catolici și 75.000 de ortodocși.

## Conducători
Minnetoğlu Mehmed Bey a fost un general otoman care ar fi fost primul guvernator al Sangeacului Bosnia în 1464, în slujba sultanului Mahomed al II-lea. Minnetoğlu a participat la campania bosniacă condusă de sultanul Mehmed în 1463–64. Cu toate acestea alte surse afirmă că Ali Bey Mihaloğlu a fost primul guvernator al Sangeacului Bosnia, acesta a fost și primul guvernator al Sangeacului Semendria în perioada 1462–1463.
Isa-Beg Ishaković a fost al doilea guvernator al Sangeacului Bosnia în perioada 7 februarie 1464 - 1470.